# Aitor Beguiristáin
Txiki Beguiristain, właśc. Aitor Beguiristain Múgica (ur. 12 sierpnia 1964 w Olaberria (Guipúzcoa) – hiszpański piłkarz grający na pozycji pomocnika, były dyrektor sportowy FC Barcelony. Występował w klubach: Sanse (1982/83) – 9 gier/2 gole, Real Sociedad (1983–1988) – 248 gier/34 gole, FC Barcelona (1988–1995) 423 gier/123 gole, Deportivo La Coruña (1995–1997), Urawa Red Diamonds. Na początku lipca 2010 roku na stanowisku dyrektora sportowego FC Barcelony zastąpił go Andoni Zubizarreta. Od 28 października 2012 roku jest dyrektorem sportowym Manchesteru City.

## Początki kariery w Kraju Basków
Aitor „Txiki” Beguiristain Múgica nabierał piłkarskich szlifów w Sociedad. Był wychowankiem tego klubu w pełnym znaczeniu tego słowa, przeszedł bowiem przez wszystkie kategorie wiekowe w tym zespole. Później z roku na rok notował stały postęp. Najpierw przez jeden sezon reprezentował barwy Sanse, „zaplecza” pierwszej ekipy. Po roku zadebiutował w pierwszej drużynie Realu Sociedad; miało to miejsce 28 listopada 1982 roku. Baskowie wystąpili wtedy w następującym zestawieniu: Arconada; Orbegozo, Kortabarria, Gorriz, Olaizola; Celayeta, Larrañaga; Begiristain, Bakero, Uralde i López Ufarte. Aitor miał wtedy 18 lat, a John Toshack, jego ówczesny trener mówił, że „jest to jedyny piłkarz w drużynie, który niemożliwe jest w stanie uczynić możliwym”. Jego dobra gra nie uszła uwadze Barcelony, która postanowiła go sprowadzić do siebie (za 300 mln peset) wraz z Bakero i Lopezem Rekarte.

## Txiki w Dream Teamie
Beguiristain zadebiutował 3 września 1988 roku w derbach Barcelony z Espanyolem. Podopieczni Cruyffa zwyciężyli 2-0, a jedną z bramek strzelił właśnie Begiristain. Zespół wystąpił wtedy w składzie: Zubizarreta; López Rekarte (Urbano), Alexanco, Julio Alberto; Milla, Roberto, Eusebio (Amor), Soler; Carrasco, Julio Salinas, Begiristain.
Holenderski trener zauważył, że Beguiristain jest niezwykle inteligentnym piłkarzem, dlatego dawał Baskowi więcej swobody niż innym graczom. Txiki wraz z Laudrupem tworzył doskonale rozumiejącą się parę, która poprowadziła klub do największych sukcesów w historii wraz z Pucharem Europy na czele.

## Kolejne lata kariery Aitora
W późniejszych latach klub opuszczali kolejni zawodnicy i wkrótce także dla Beguiristaina zabrakło miejsca. W 1995 r. przeniósł się do Deportivo La Coruña, a karierę zakończył w japońskim klubie Urawa. Aitor nigdy nie otrzymał w lidze czerwonej kartki.
W czasie siedmiu sezonów w Barcelonie Aitor zagrał w aż 423 spotkaniach i zdobył 123 gole (222 występy ligowe (63 gole), 27 gier w Pucharze Króla (2), 29 w Pucharze Europy (7), 1 w Pucharze Interkontynentalnym, 9 w Superpucharze Hiszpanii (3), 21 w Pucharze Zdobywców Pucharów (3) i 107 w meczach towarzyskich (45)). Txiki jedno najlepszych spotkań w karierze rozegrał w 2 rundzie eliminacji do rozgrywek grupowych Pucharu Europy w sezonie 91/92. To jego 2 gole w pierwszym meczu z Kaiserslautern 23 października 1991 roku (44’,52’;2:0) dały zwycięstwo i pozwoliły w konsekwencji zdobyć Puchar Europy.
Obok licznych sukcesów w Barcelonie zdobył również wraz z Realem Sociedad Puchar Króla Hiszpanii w 1987 roku (zwycięstwo na Romareda z Atlético Madryt) i Superpuchar Hiszpanii z Deportivo (przeciwko Realowi Madryt). W sumie w Primera División Begiristain zagrał w 453 spotkaniach i pod tym względem zajmuje miejsce w pierwszej piętnastce, w całej historii ligi.

## Gra w kadrze
Kariera reprezentacyjna nie była dla Begiristaina zbyt bogata. Txiki zaliczył jedynie 22 występy, był w składzie na Mistrzostwa Świata w USA w 1994 roku. Aitor zadebiutował 24 lutego 1988 roku w przegranym meczu z Czechosłowacją (1-2), a ostatni raz koszulkę reprezentacyjną założył 2 lipca 1994 roku na wspomnianych mistrzostwach w Stanach Zjednoczonych (3:0 ze Szwajcarią).

## Kariera Beguiristaina poza boiskiem
Po zakończeniu kariery zajął się działalnością biznesową. W 2000 roku dołączył do sztabu Lluisa Bassata, który jednak przegrał w wyborach z Joanem Gaspartem. Trzy lata później, do współpracy zaprosił Txikiego Joan Laporta, który po objęciu stanowiska prezydenta Blaugrany obsadził go w roli sekretarza technicznego sekcji piłki nożnej w FC Barcelonie.

## Sukcesy w Barcelonie
- 4 razy Mistrzostwo Hiszpanii: 
  - 1990/91
  - 1991/92
  - 1992/93
  - 1993/94
- Puchar Króla 1990
- Puchar Europy 1992
- 1 Puchar Zdobywców Pucharów 1988/89
- 1 Superpuchar Europy 1993
- 3 Superpuchary Hiszpanii
  - 1991/92
  - 1992/93
  - 1994/95.